# Links Blok
Links Blok (Portugees: Bloco de Esquerda) is een democratisch-socialistische politieke partij in Portugal.

## Historie
Zij werd in 1999 opgericht uit drie klein-linkse partijen: de União Democrática Popular ("Democratische Volksunie"), de Partido Socialista Revolutionário ("Revolutionaire Socialistische Partij") en Política XXI ("Politiek XXI"), welke binnen de partij nog altijd een autonome status hebben. Inmiddels hebben zich ook andere groeperingen aangesloten en telt de partij ook vele onafhankelijke leden.

## Aanhang
Tijdens de verkiezingen in 2005 kreeg Bloco de Esquerda 6,5% van de stemmen en behaalde daarmee 8 zetels in het nationale parlement. In het Europees Parlement bezetten ze één zetel binnen de fractie van Europees Unitair Links/Noords Groen Links. Bij de presidentsverkiezingen in 2006 kreeg haar kandidaat, Francisco Louçã, 5,31% van de stemmen.
Bij de parlementsverkiezingen van 2009 verdubbelde de partij haar zetelaantal, van 8 naar 16. Deze winst ging twee jaar later echter weer geheel verloren. In 2015 werd onder leiding van Catarina Martins weer een forse winst van elf zetels geboekt, waarmee Bloco de Esquerda uitkwam op een totaal van 19 parlementszetels. Bij de verkiezingen van 2019 bleef dit aantal stabiel.

## Positie
Bloco de Esquerda is een democratisch-socialistische partij die zich links bevindt van de sociaaldemocratische Partido Socialista ("Socialistische Partij").

## Standpunten
Enkele standpunten van de partij zijn: volledige werkgelegenheid, legalisatie van abortus, investeringen in de gezondheidszorg en educatie.

## Politiek
De partij zet zich in voor de rechten van arbeiders, vrouwen, migranten en andere minderheden. Zo is een door haar voorgestelde wet op huiselijk geweld door het parlement aangenomen.

## Activisme
Toen de abortusboot in 2004 de toegang tot Portugal geweigerd werd, trachtte toenmalig partijleider Francisco Louçã haar alsnog de haven binnengeloodst te krijgen door zich te beroepen op een wet die het verbiedt Portugese, maar ook Europese medeburgers toegang te weigeren tot de haven. Alhoewel hij in het gelijk gesteld werd, bleef de poort gesloten.
In september 2006 werd een landelijke Mars voor de Werkgelegenheid georganiseerd. In veel kleine en grote plaatsen werden hun ideeën besproken en werd gedemonstreerd tegen massaontslagen bij grote bedrijven en tegen werk onder slechte arbeidsomstandigheden.